# Oscillateur Vackář
Pour les articles homonymes, voir oscillateur.

Schéma de ce qui est communément appelé l'oscillateur Vackář. Vackář attribue à Radioslavia le développement de ce circuit en 1945.

Un oscillateur Vackář est un oscillateur à fréquence variable (VFO) à large plage qui s'efforce d'obtenir une amplitude de sortie quasi constante sur sa plage de fréquence. Il est similaire à un oscillateur Colpitts ou un oscillateur Clapp, mais ces conceptions n'ont pas une amplitude de sortie constante lorsqu'elles sont accordées.

## Invention
En 1949, l'ingénieur tchèque Jiří Vackář a publié un article sur la conception d'oscillateurs à fréquence variable (VFO) stables.Le document aborde de nombreux problèmes de stabilité tels que les variations avec la température, la pression atmosphérique, le vieillissement des composants et la microphonie.  Par exemple, Vackář décrit la fabrication d'inducteurs en chauffant d'abord le fil puis en l'enroulant sur une forme de bobine en céramique stable. L'inducteur résultant a un coefficient de température de 6 à 8 parties par million par degré Celsius. Vackář fait remarquer que les condensateurs variables aériens courants ont une stabilité de 2 parties par mille, pour construire un VFO avec une stabilité de 50 parties par million, il faut que le condensateur variable ne représente que 1/40 de la capacité d'accord (.002/40 = 50 ppm). L'exigence de stabilité implique également que le condensateur variable ne peut accorder qu'une gamme limitée de 1:1,025. Des plages d'accord plus importantes nécessitent des condensateurs ou des inductances fixes et stables.
Vackář était intéressé par les conceptions à haute stabilité, il voulait donc le {\displaystyle Q} (Facteur de qualité) le plus élevé pour ses circuits. Il est possible de fabriquer des VFO à large gamme avec une amplitude de sortie stable en amortissant fortement (charge) le circuit accordé, mais cette tactique réduit considérablement le {\displaystyle Q} et la stabilité de la fréquence,.
Vackář s'est également intéressé aux variations d'amplitude de l'oscillateur à fréquence variable lorsqu'il est accordé sur toute sa gamme. Idéalement, le gain de boucle d'un oscillateur est égal à l'unité selon le critère de stabilité de Barkhausen. Dans la pratique, le gain de la boucle est ajusté à un peu plus de un pour faire démarrer l'oscillation, à mesure que l'amplitude augmente, une certaine compression du gain entraîne une moyenne du gain de la boucle sur un cycle complet jusqu'à l'unité. Si la fréquence du VFO est ensuite ajustée, le gain peut augmenter de manière substantielle, le résultat est qu'une plus grande compression de gain est nécessaire, ce qui affecte à la fois l'amplitude de sortie du VFO et sa stabilité en fréquence.
Vackář a passé en revue plusieurs circuits existants pour leur stabilité d'amplitude. Dans son analyse, Vackář a fait plusieurs hypothèses, Il a supposé que le circuit accordé a un facteur de qualité (Q) constant sur la gamme de fréquences du VFO ; cette hypothèse implique que la résistance effective du réservoir augmente linéairement avec la fréquence (ω). La transconductance de l'oscillateur Clapp est proportionnelle à ω3. Si la transconductance de Clapp est réglée pour osciller uniquement à la fréquence la plus basse, l'oscillateur sera suralimenté à sa fréquence la plus élevée. Si la fréquence changeait par un facteur de 1,5, alors le gain de la boucle à l'extrémité haute serait 3,375 fois plus élevé ; ce gain plus élevé nécessite une compression importante. Vackář en conclut que l'oscillateur de Clapp " ne peut être utilisé que pour un fonctionnement sur des fréquences fixes ou tout au plus sur des bandes étroites (max. environ 1:1,2) " .  En revanche, les oscillateurs de Seiler (condensateur à prise) et de Lampkin (inductance à prise) ont besoin d'une transconductance proportionnelle à ω−1.
Vackář décrit ensuite un circuit oscillateur dû à Radioslavia en 1945 qui maintenait " une amplitude comparativement constante sur une large gamme de fréquences ". Vackář rapporte que ce circuit VFO est utilisé par la Poste tchécoslovaque depuis 1946. Vackář analyse le circuit et explique comment obtenir une réponse d'amplitude approximativement constante. La transconductance du circuit augmente linéairement avec la fréquence, mais cette augmentation est compensée par l'augmentation du facteur Q de l'inducteur d'accord. Ce circuit est connu sous le nom de VFO de Vackář. Vackář a appelé le circuit " notre circuit " et affirme qu'O. Landini a découvert le circuit de manière indépendante et l'a publié (sans analyse) dans Radio Rivista en 1948. Vackář décrit une conception de VFO utilisant ce circuit qui couvre une modeste gamme de fréquences de 1:1,17.

## Fonctionnement
Le schéma ci-dessus est l'équivalent de la Fig. 5 de son article (Radioslavia design), redessiné pour l'utilisation d'un JFET. L1 et les condensateurs forment le circuit résonnant d'un oscillateur Colpitts, et les condensateurs Cv et Cg servent également de diviseur de tension de grille. Le circuit peut être accordé avec C0. Les valeurs d'exemple sont tirées de son article. 
Il est similaire à un oscillateur antérieur de Seiler, la différence étant que dans celui de Seiler, le C0 est connecté à l'autre côté du Ca. Vackář a basé sa conception sur l'analyse de stabilité de Gouriet-Clapp (Vackář affirme que c'est pour une fréquence fixe ou une bande très étroite, max 1:1.2), les oscillateur Seiler et Lampkin. 
La stabilité de l'oscillateur est due en grande partie à la dépendance de la transconductance directe du tube (ou du transistor) à la fréquence de résonance (ω) du circuit LC. Plus précisément, Vackář a constaté que la transconductance directe variait comme ω3 pour l'oscillateur de Clapp, comme 1/ω pour l'oscillateur de Seiler, et comme ω/Q pour sa conception, où le facteur Q de la bobine (L1) augmente avec ω.
Les conditions d'une tranconductance directe qui varie de façon minimale par rapport à ω sont réunies lorsque :   
{\displaystyle C_{a}\gg C_{0}\gg C_{v},} et
{\displaystyle C_{g}\gg C_{v}}
et le Q du résonateur augmente proportionnellement à ω, qui est souvent approximé par les inductances réelles.